# إبراهيم الصوص
إبراهيم الصوص (3 أغسطس 1945 - ) دبلوماسي وسياسي وكاتب فلسطيني من مواليد مدينة القدس.

## نشأته وتحصيله العلمي
ولد إبراهيم الصوص في القدس عام 1945. درس في فرنسا في معهد الدراسات السياسية بباريس، وهو حاصل على درجة الدكتوراه في العلوم السياسية من جامعة باريس.

## أبرز مناصبه
- سفير فلسطين لدى فرنسا (1978–1992).[3]
- سفير فلسطين لدى اليونسكو (1975–1980).[3]
- سفير فلسطين لدى السنغال (1983–1985).[3]